# Live Arena di Verona (album)
Live Arena di Verona è un album doppio che contiene la registrazione dal vivo del concerto di Paolo Conte all'Arena di Verona il 26 luglio 2005.
Testi, musiche e orchestrazione sono di Paolo Conte.
Il CD contiene l'inedito Cuanta pasión.

## Tracce

### CD1
1. Cuanta pasión - 3:07
2. La donna d'inverno - 4:46
3. Sparring partner - 5:24
4. Come-Di - 4:13
5. Elegia - 3:48
6. Sotto le stelle del jazz - 2:54
7. Alle prese con una verde milonga - 6:33
8. Sandwich man - 3:10
9. Schiava del Politeama - 3:40
10. Genova per noi - 3:09
11. Via con me - 2:29
12. Molto lontano - 2:40

### CD2
1. Bartali - 2:33
2. Bamboolah - 3:34
3. Lo zio - 3:36
4. Madeleine - 4:00
5. Chissà - 3:33
6. Lupi spelacchiati - 3:00
7. Gioco d'azzardo - 5:14
8. Max - 5:09
9. Diavolo rosso - 10:48
10. Eden - 4:03
11. La vecchia giacca nuova - 2:19
12. Via con me (bis) - 2:18